# Kaple svaté Anny (Krč)
Kaple svaté Anny stojí na území Prahy 4 - Krč, u křižovatky ulic Bránická a Dolnokrčská.

## Historie
V roce 1859 ve středu tehdejší obce Dolní Krč byla postavena malá kaplička církve římskokatolické. Na jejím místě v roce 1881 byla vybudována větší klacisistní kaple podle plánů stavitele Misterky a v srpnu téhož roku byla vysvěcena. V roce 1979 byly objekty centra bývalé obce Dolní Krč zbourány z důvodu výstavby komunikace jižní spojky. Kaple zůstala stát osamocena a ve špatném stavu, pro liturgické účely se už nepoužívala. V roce 1989 firma Armabeton zpracovala dokumentaci na rekonstrukci kaple a následně ji provedla.
V současné době kaple slouží Československé husitské církvi a od roku 1992 je zapsána do seznamu kulturních památek.

## Popis
Osamoceně stojící jednolodní kaple na obdélném půdorysu s ukosenými rohy v severozápadní části. Sedlová v závěru polygonálně ukončená střecha je vygradována sanktusníkem s cibulkou a křížkem. V rámci novodobé rekonstrukce byla opatřena ohradní zdí.